# Puerto de Lobos
Puerto de Lobos är en ort i Mexiko.   Den ligger i kommunen Tierra Nueva och delstaten San Luis Potosí, i den centrala delen av landet, 290 km nordväst om huvudstaden Mexico City. Puerto de Lobos ligger 1 736 meter över havet och antalet invånare är 153.
Terrängen runt Puerto de Lobos är kuperad, och sluttar söderut. Runt Puerto de Lobos är det ganska tätbefolkat, med 52 invånare per kvadratkilometer. Närmaste större samhälle är Tierranueva, 17,4 km väster om Puerto de Lobos. I omgivningarna runt Puerto de Lobos växer huvudsakligen savannskog.